# バニャーラ・カーラブラ
バニャーラ・カーラブラ（イタリア語: Bagnara Calabra）は、イタリア共和国カラブリア州レッジョ・カラブリア県にある、人口約10,000人の基礎自治体（コムーネ）。

## 地理

### 位置・広がり

#### 隣接コムーネ

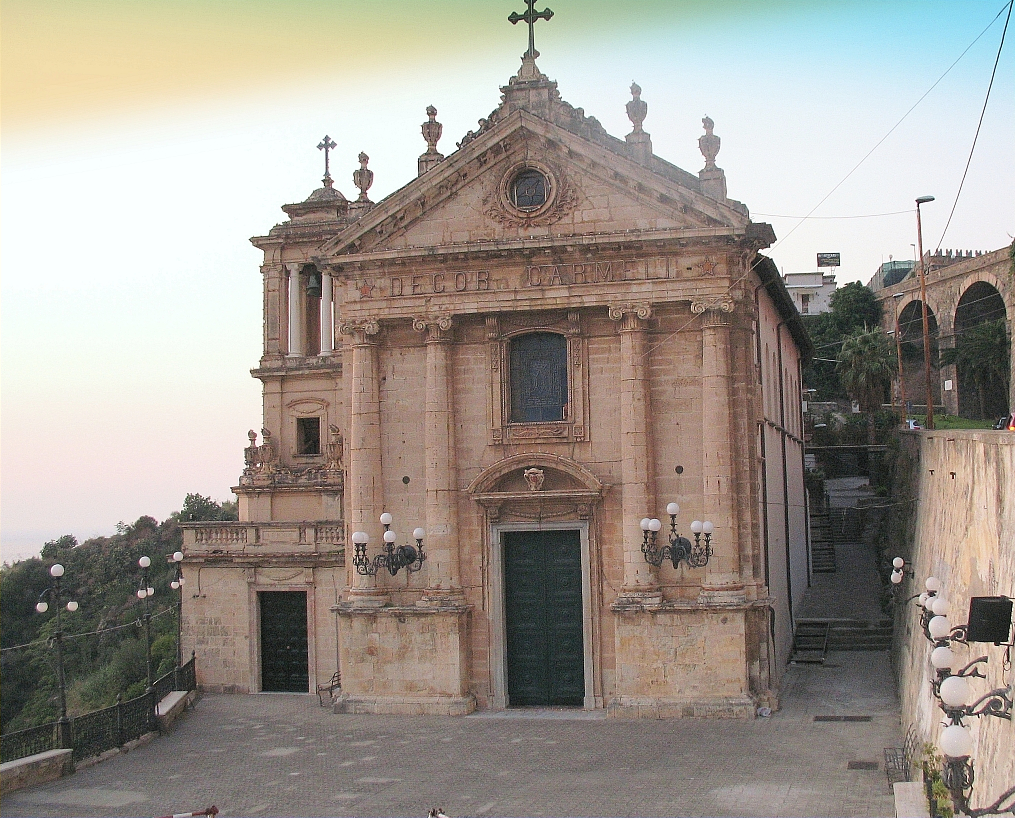
Chiesa Carmine

隣接するコムーネは以下の通り。
- メリクッカ
- サンテウフェーミア・ダスプロモンテ
- シッラ
- セミナーラ

## 行政

### 分離集落
バニャーラ・カーラブラには、以下の分離集落（フラツィオーネ）がある。
- Ceramida , Pellegrina, Solano Inferiore